# Neurospora africana
Neurospora africana är en svampart som beskrevs av L.H. Huang & Backus 1969. Neurospora africana ingår i släktet Neurospora och familjen Sordariaceae.   Inga underarter finns listade i Catalogue of Life.